# 油溪州立公園
油溪州立公園（英語：Oil Creek State Park）是位於賓夕法尼亞州韋南戈縣的州立公園，面積達6,250英畝（2,529公頃），鄰近德雷克博物館及鬼鎮皮托爾城，亦位處賓夕法尼亞州8號州際公路上。公園以附近的油溪命名。公園亦獲賓夕法尼亞州保育和自然資源部選爲“25個必去的賓夕法尼亞州州立公園”之一。公園的康樂場地在河溪沿岸，另外有以石油產業為中心的新興城市。公園設有博物館和步道，讓遊客了解當地的歷史及石油產業，亦有遊覽火車供乘搭。

## 地質
賓夕法尼亞州西北部生產的石油大部分是在密西西比世和泥盆紀岩層邊界的砂岩儲層岩石中形成。隨著時間過去，石油向表面滲透，存儲在一層不透水的蓋層之下，形成了一個石油油庫。

## 康樂用途

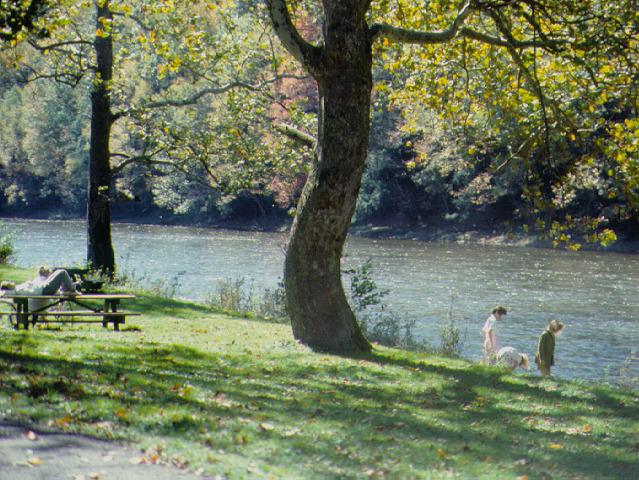
公園景觀

油溪州立公園提供野餐、划船、釣魚、背包旅行、越野滑雪及自行車（9.4英里（15.1）的自行車道）的場地供遊客使用。油溪及泰特斯維爾鐵路連接公園及鄰近城鎮泰特斯維爾。公園是獨木舟划者和釣魚人士的好去處，河溪適合划艇新手學習使用獨木舟，釣魚人士需要遵守賓夕法尼亞州魚類及船隻委員會的守則。
公園有約6,250英畝（2,530公頃）的地方供狩獵，狩獵者要遵守賓夕法尼亞州狩獵委員會的規則， 狩獵對象包括棉尾兔、皺領松雞、灰松鼠、野火雞和白尾鹿，但禁止獵殺美洲旱獺。